# سامانثا ديركس
سامانثا ديركس (بالإنجليزية: Samantha Dirks)‏ هي عداءة سريعة بليزية، ولدت في 18 ديسمبر 1992.

## وصلات خارجية
- سامانثا ديركس على موقع الاتحاد الدولي لألعاب القوى (الإنجليزية)
- سامانثا ديركس على موقع أوليمبيديا (الإنجليزية)